# Даннер, Георг
Георг Даннер (нем. Georg Danner; род. 26 октября 1946) — австрийский шахматист, международный мастер (1980).
Серебряный призёр чемпионата Австрии 1971 г., бронзовый призёр чемпионатов Австрии 1996, 2002 и 2011 гг.
В составе сборной Австрии участник 11-и Олимпиад (1982—1988, 1996—2006, 2010) и 4-х командных первенств Европы (1997—2001, 2005).

## Изменения рейтинга
| Графики недоступны из-за технических проблем. См. информацию на Фабрикаторе и на mediawiki.org. |